# Ivo Pogorelić
Ivo Pogorelić (internationellt känd som Ivo Pogorelich), född 20 oktober 1958 i Belgrad i dåvarande Jugoslavien, är en kroatisk konsertpianist.

## Biografi
Ivo Pogorelić studerade på Moskvas musikkonservatorium. Han solodebuterade på Carnegie Hall i New York 1981. Sedan dess har han turnerat internationellt. Han har spelat med bland andra Boston Symphony Orchestra, London Symphony Orchestra, Chicago Symphony Orchestra, Wienerfilharmonikerna och Berlinerfilharmonikerna. För Deutsche Grammophon har han gjort inspelningar av Johann Sebastian Bach, Ludwig van Beethoven, Johannes Brahms, Frédéric Chopin, Joseph Haydn, Franz Liszt, Wolfgang Amadeus Mozart, Modest Musorgskij, Sergej Prokofjev, Sergej Rachmaninov, Maurice Ravel, Domenico Scarlatti, Aleksandr Skrjabin och Pjotr Tjajkovskij.